# Belyj sneg Rossii
Belyj sneg Rossii (Белый снег России) è un film del 1980 diretto da Jurij Michajlovič Vyšinskij.

## Trama
Il film racconta del giocatore di scacchi Aleksandr Alechin, diventato campione del mondo.